# 朱顯文
朱显文（1573年—1612年），字道载，號鄠田，福建興化府仙游县民籍莆田县人，明朝政治人物。

## 生平
万历二十五年（1597年）丁酉科福建乡试举人，三十五年（1607年）丁未科進士，礼部觀政，三十六年正月授浙江义乌知县，四十年卒於任，縣民在繡湖立祠，朱懋芳作碑。

## 家族
曾祖朱朝仁。祖父朱希脩。父朱衣。母陳氏。慈侍下。弟顯行、顯忠、宗陸。